# Tengerirózsák

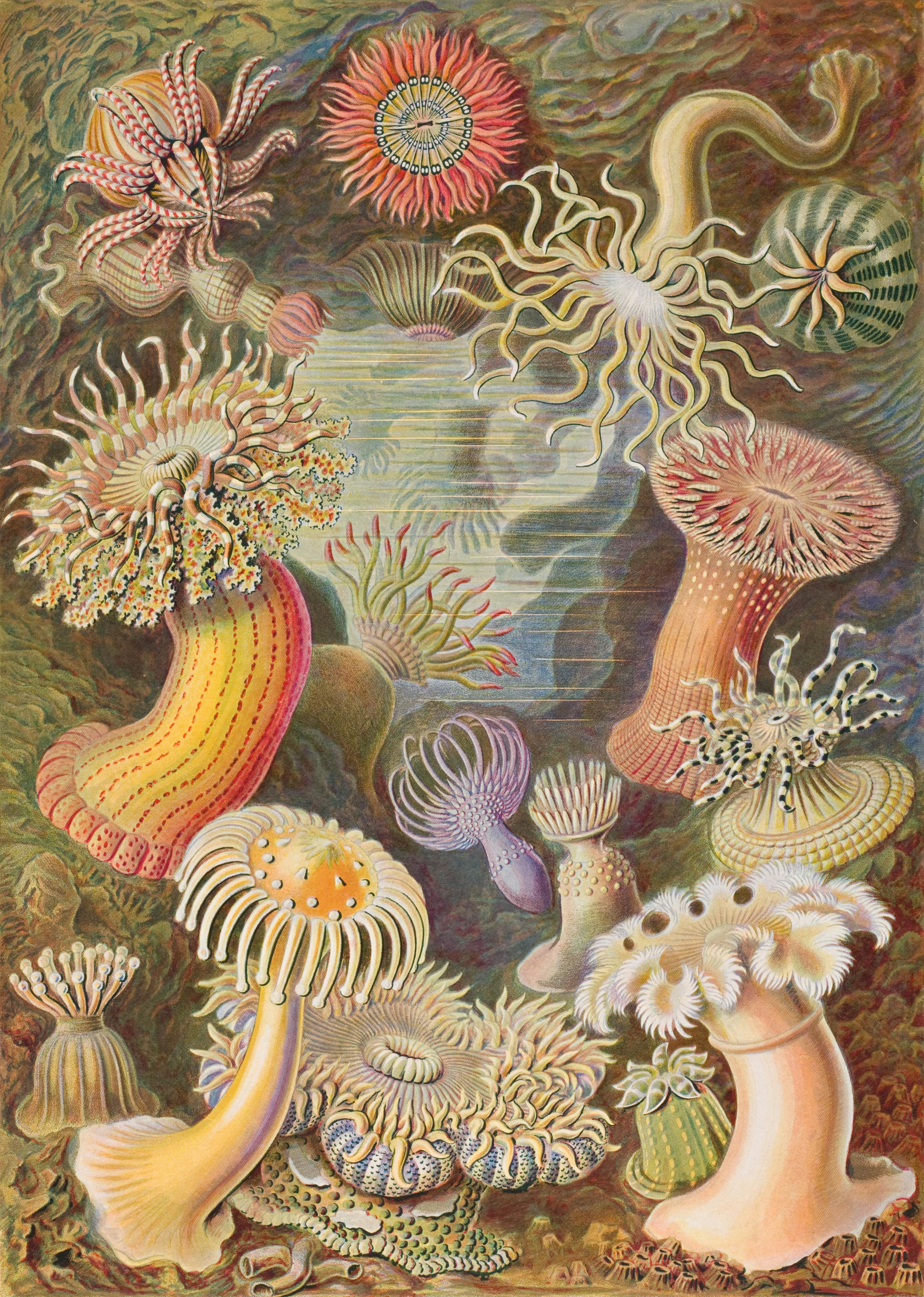
Tengerirózsák (Ernst Haeckel: Kunstformen der Natur, 1904)

A tengeri rózsák (tengeri anemónák, illetve aktíniák) (Actiniaria) a virágállatok (Anthozoa) osztályában a Hexacorallia alosztály egyik rendje több mint ezer leírt fajjal. Nevüket a szellőrózsa virágról (Anemone spp.) kapták.

## Származásuk, elterjedésük
A két sarkkör között a világ minden tengerében előfordulnak, a legnagyobb számban a trópusi vizekben. A tengerek elszennyeződése több fajukat veszélyeztetheti.
A legtöbb faj viszonylag sekély vízben él, de vannak képviselőik 10 000 m mélyen is.

## Megjelenésük, felépítésük
A kisebbek alig néhány centiméteresek, a legnagyobbak egy méternél is hosszabbak. A tövüknél kialakult talpkorong — amely a legtöbb faj tövénél helyezkedik el — egy cementszerű anyagot választ ki; ez tapasztja őket az aljzatra akkor is, ha a felület egyenetlen. A talpkorong nélküli fajok alja vagy hólyagszerűen megduzzad, vagy éppen ellenkezőleg, olyan csúcsban végződik, amellyel az állat be tudja fúrni magát a laza mederüledékbe. A laza üledéken élő, de talpkorongos fajok rendszerint iszapcsomókkal, kövekkel és növényi részekkel veszik körül ez a testrészüket, hogy el ne süllyedjenek.
Sok faj élénk színű; lehet sárga, zöld, vörös vagy kék, sőt még tarka is. Többé-kevésbé henger alakú testük lehet nyúlt vagy zömök. Rendszerint sok tapogatójuk van, és ezek egy vagy több gyűrűben veszik körül a szájnyílást. A víz nyomáshullámainak érzékelésére képes tapogatók üregesek, és ez az üreg a gasztrális üregbe torkollik (Urania).
Nincs szilárd vázuk, ezért védtelenebbek a vázképző taxonoknál. Központi idegrendszerük a többi csalánozóhoz hasonlóan nincs, az idegsejtek szövevénye az érzéksejteket közvetlenül a hámizomsejtekkel köti össze.

## Életmódjuk, élőhelyük
A legtöbb faj a tengerfenékre vagy más felületre (a leggyakrabban sziklákra, illetve korallszirtekre) tapadva él. Helyváltoztatásra csak kevés faj képes, és azok is csak a szélsőségesen kedvezőtlenre forduló körülmények hatására teszik, igen változatos megoldásokkal. Egyes fajok talpkorongjuk hullámzó mozgatásával haladnak valamelyest, mások a hidrákhoz hasonlóan „cigánykerekezve” haladnak, tehát felváltva hol talpkorongjukkal, hol tapogatókoszorújukkal érintik a tenger fenekét. Egyes, általában helytülő fajok képesek az aljzatról felemelkedve úszni; ilyenkor tapogatóikkal ritmikusan csapkodva akár kilométereket is haladhatnak. Más fajok meglehetősen rendszeresen felfúvódnak, és a vízben lebegve sodortatják magukat az áramlatokkal (Urania).
Több fajuk meglehetősen tűrőképes: nemcsak a sótartalom jelentős változásait viselik el, de élőhelyük átmeneti kiszáradását is.
Nem csak ők maguk lehetnek ragadozók, de rájuk is vadásznak más ragadozók, különösen egyes halak, tüskésbőrűek és tengeri csigák. A ragadozók és a kiszáradás ellen passzívan védekezve összehúzódnak. Ilyenkor gasztrális üregükből kipréselik a vizet, szájkorongjukat és érzékeny tapogatóikat pedig begyűrik a gasztrális üregbe. A homokon élő fajok megpróbálják beásni magukat a homokba. Az aktív védelem eszközeiként sok fajnak csalántokjai vannak — nemcsak külső hámrétegükben, de a gasztrális üreg válaszfalaiban is. Amikor az állat összehúzza magát ezek a csalántokok kilövellnek a test pórusain, likacsain. A csalánsejtek mérge bénító hatású, az ember kezén pedig égési sebeket okoz (Urania).
Táplálékuk a faj méreteitől függően a planktonikus élőlények és a középnagy halak között változik. Áldozataikat a tapogatókarokon lévő csalánozó sejtekkel megbénítják, majd a szájnyílásukba gyömöszölik. A zsákmány fogva tartását a tapogatókban kiválasztott váladék segíti. A szájukat borító mikroszkopikus csillók szüntelenül vizet áramoltatnak az állat teste körül.

### Szaporodásuk
Ivarosan és ivartalanul is szaporodhatnak — utóbbi osztódással vagy bimbózással történik. Az ivaros szaporodás belső megtermékenyítéssel vagy a vízbe bocsátott női és hím ivarsejtekkel, melyek találkozásából szabadon úszó lárva jön létre.

### Szimbiózisok
A bohóchalak a tengeri rózsák csalánsejtjei között találnak védelmet üldözőik elől. Eleinte nem tudták megmagyarázni, hogy miért nem pusztulnak el a halak a csípésektől. A biokémiai és etológiai vizsgálatok azonban kimutatták, hogy a halak testét fehérje alapanyagú nyálkaréteg borítja. Ez a nyálkaréteg egyrészt védi őket, másrészt a közegellenállást is csökkenti. A virágállatok csalánsejtjei a nyálkaréteggel érintkezve nem lépnek működésbe, mert saját tapogatóikat is ilyen réteg borítja, hogy ne támadjanak önmagukra.
Akváriumi körülmények közt bebizonyították, hogy az anemonák a bohóchalak együttműködése nélkül nem nyílnak ki, és a rózsa elpusztul. A halak sem maradnak életben virágállat nélkül.
Más tengeri rózsák remeterákokkal élnek együtt — ilyenkor a rózsa megkapja a rák zsákmányának maradékait, és közben csalánsejtjeivel védi a rákot (Urania).

## Rendszerezésük
A rendbe az alábbi 4 alrend tartozik:
- Endocoelantheae Carlgren, 1925
- Nynantheae Carlgren, 1899
- Protantheae Carlgren, 1891
- Ptychodacteae Stephenson, 1922

- incertae sedis (az alábbi családok és nemek nincsenek alrendekbe, illetve családokba foglalva):
  - Actinodendridae Haddon, 1898
  - Actinoscyphiidae Stephenson, 1920
  - Antheidae Gosse, 1860
  - Antheomorphidae Hertwig, 1882
  - Capneidae Gosse, 1860
  - Iosactiidae Riemann-Zürneck, 1997
  - Oractiidae Riemann-Zürneck, 2000
  - Sarcophinanthidae Andres, 1883
  - Actinodactylus
  - Anactis
  - Chermadion Pax, 1924
  - Chrysoela
  - Corticifera
  - Cystiactis
  - Echinactis
  - Eumenides Lesson, 1830
  - Halcampomorphe Carlgren, 1893
  - Helaria Stechow, 1921
  - Heliactis
  - Kalliphobe Busch, 1851
  - Leiotealia
  - Lepactis Andres, 1883
  - Myriactis
  - Nemactis
  - Paractinia Andres, 1883
  - Paractis Milne Edwards & Haime, 1851
  - Peronanthus
  - Petalactis
  - Physactis Verrill, 1869
  - Psammanthus
  - Ragactis
  - Spyractis
  - Stauractis
  - Taractostephanus Brandt, 1835
  - Tetractis
  - Thelactis
  - Tilesia
  - Viatrix

## Képek

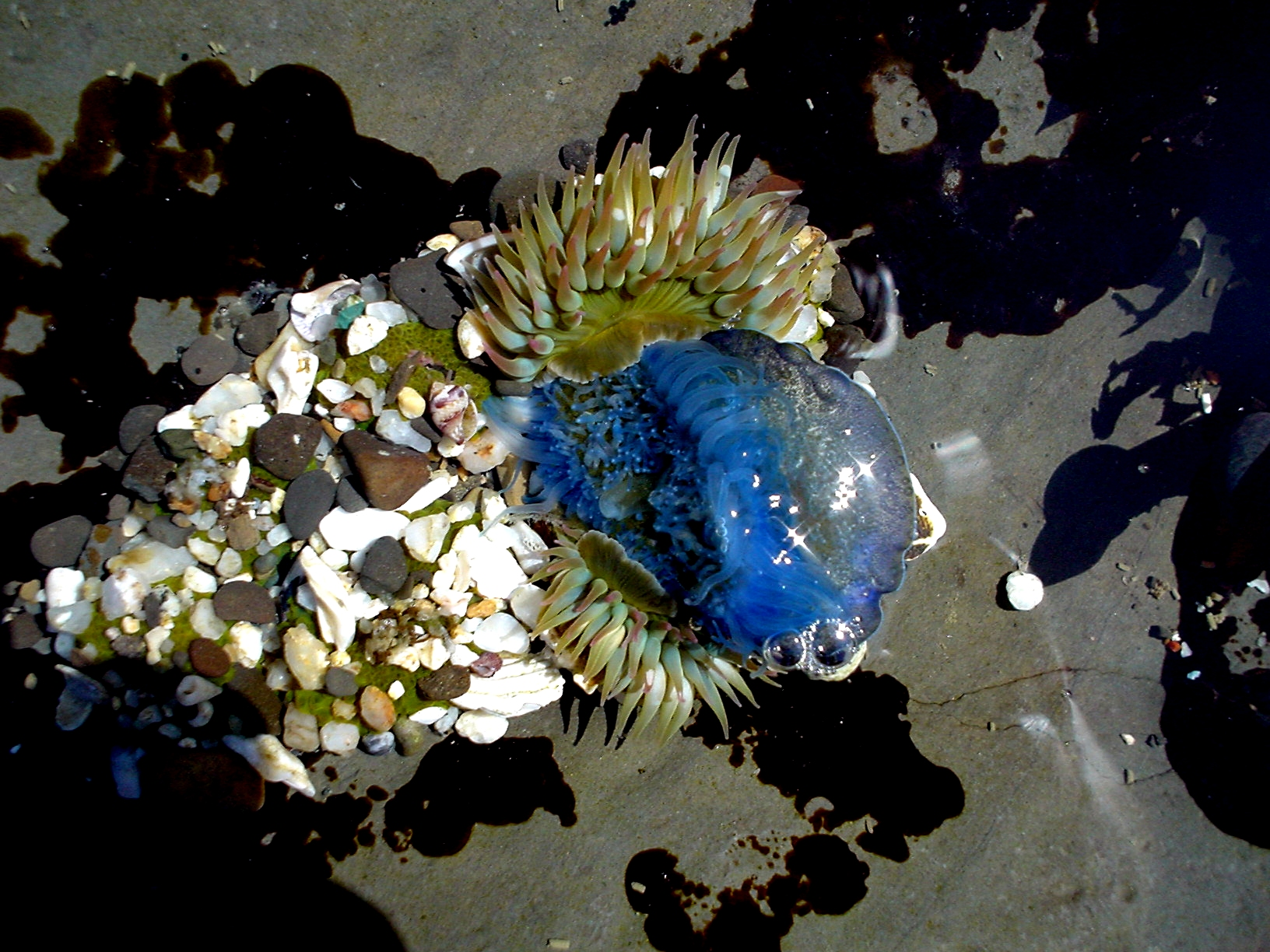
Tengerirózsa medúzát fogyaszt
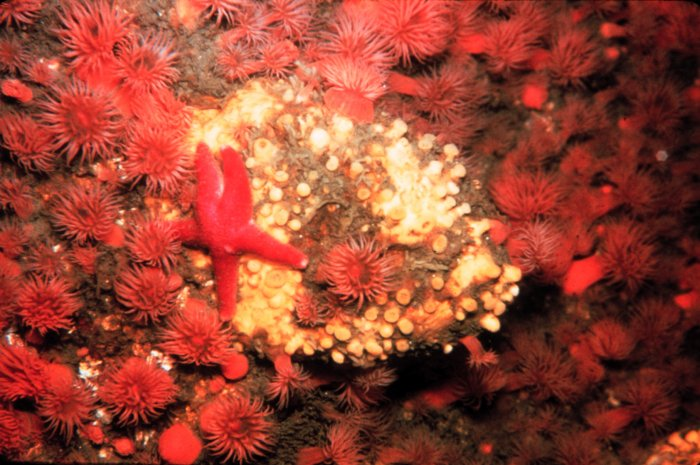
Tengerirózsák egy koralltelepen
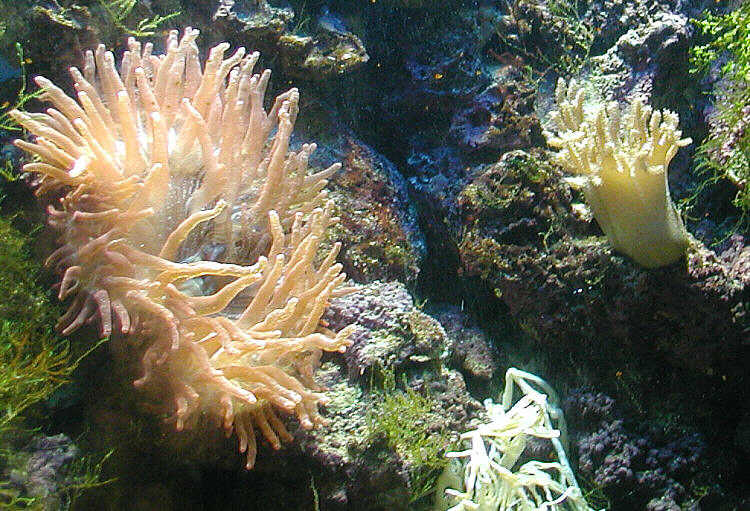
Tengerirózsák a bristoli állatkert akváriumában
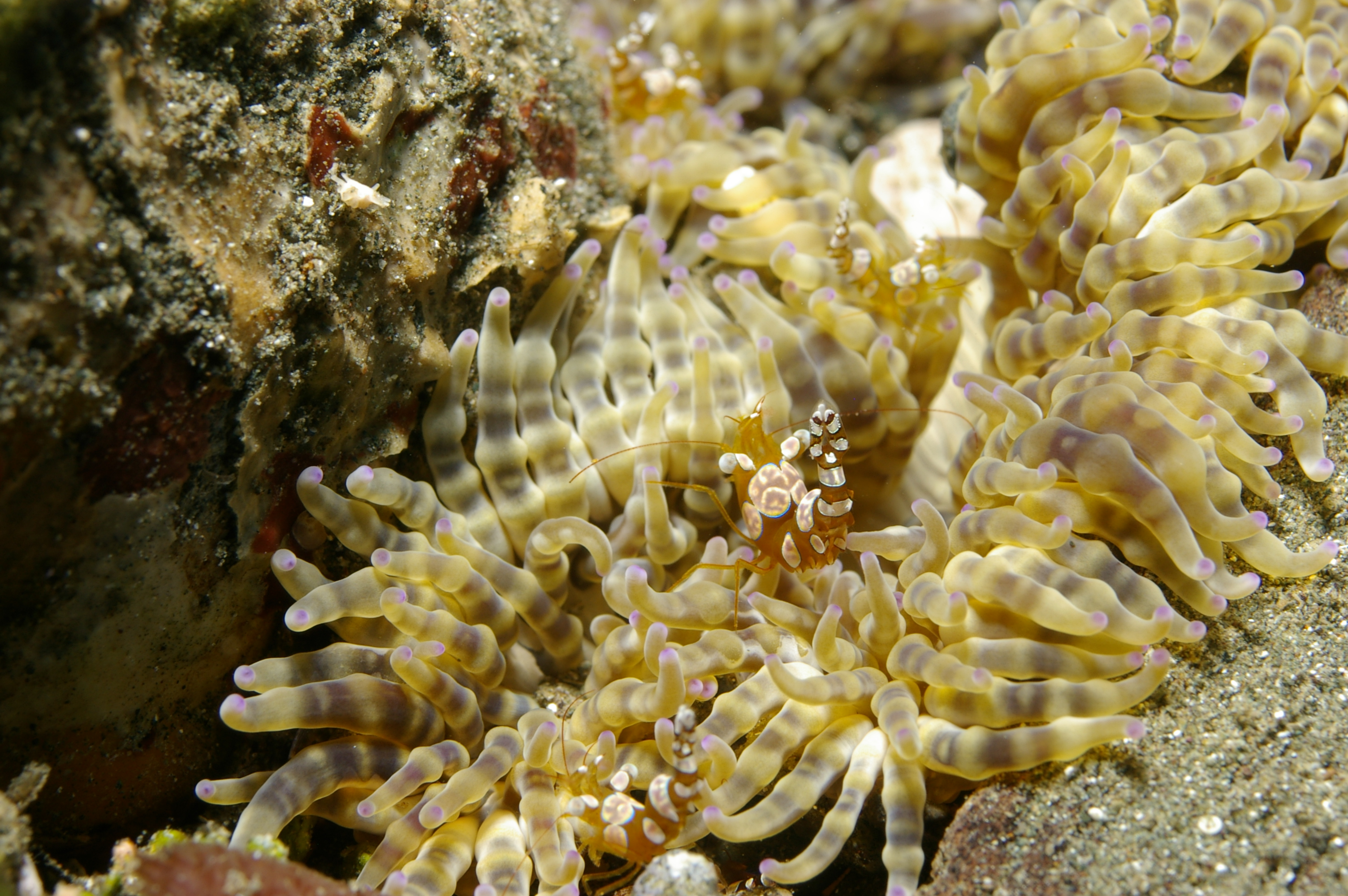
Heteractis aurora
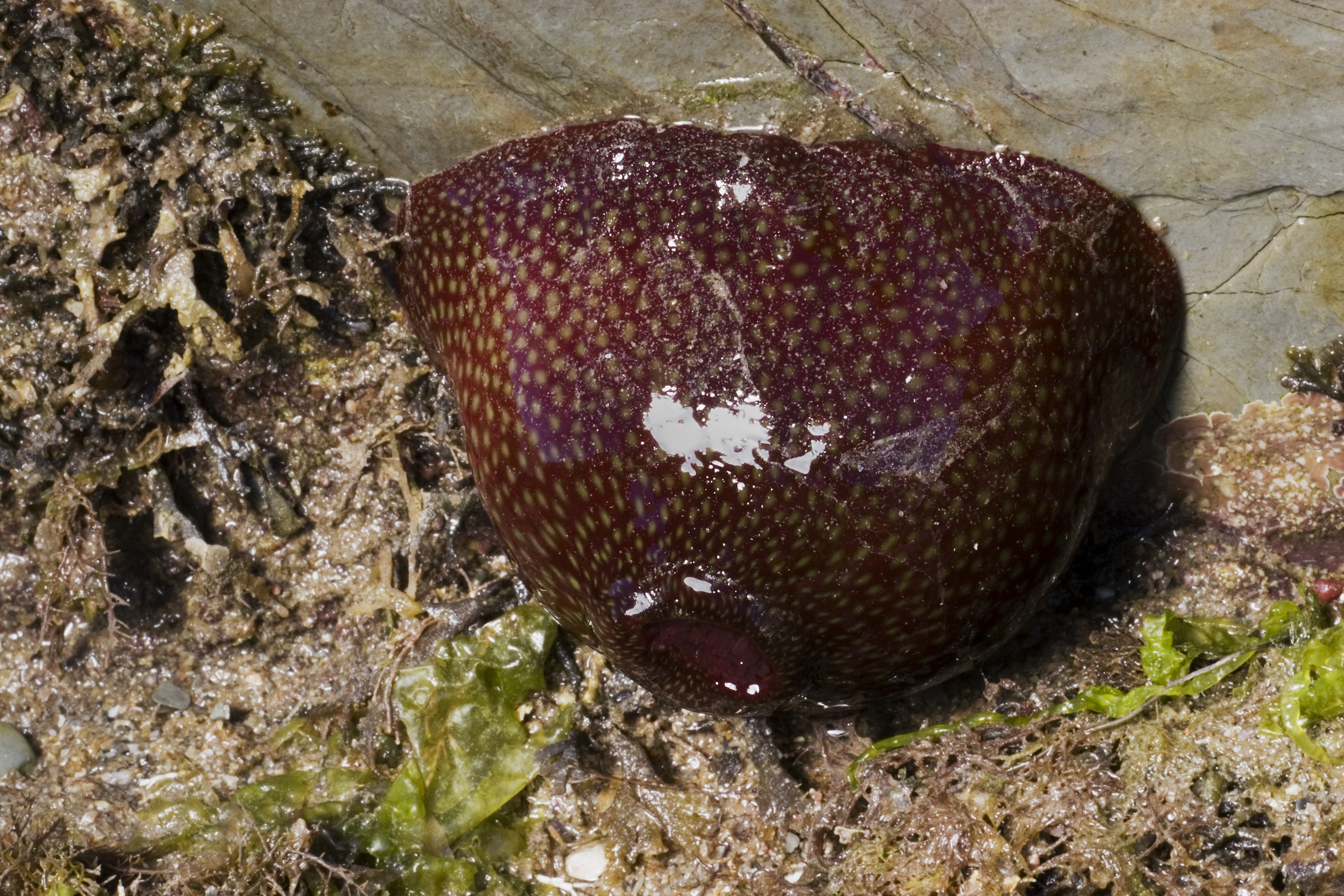
Actinia fragacea
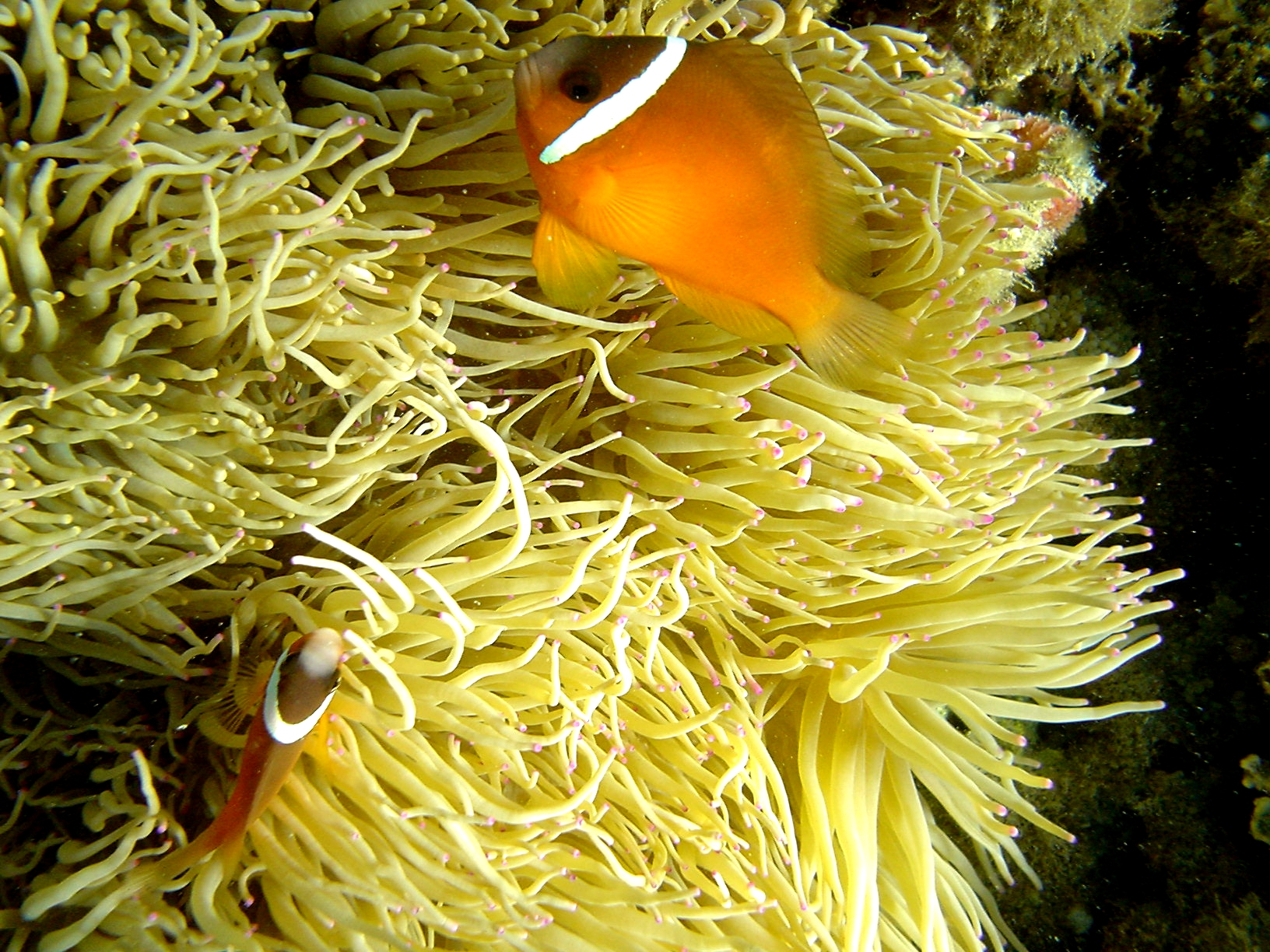
Heteractis crispa és fahéjszínű bohóchalak (Amphiprion melanopus) együttélése